# Dennis Rowland
Dennis Rowland (Detroit, 3 februari 1948) is een Amerikaanse jazz-zanger en acteur.
Rowland werkte in de jaren zeventig enkele jaren in Detroit als zanger en acteur. In 1977 werd hij door bandleider Count Basie aangenomen als zanger en zong hij tot aan de dood van Basie op een plek waar voorheen zijn grote voorbeelden Joe Williams en Jimmy Rushing hadden gewerkt. Met Basie's band toerde hij en trad hij op met grootheden als Sarah Vaughan, Ella Fitzgerald en Tony Bennett. Ook werkte hij mee aan plaatopnames. Na zijn tijd bij Basie was Rowland actief als theateracteur. In de tweede helft van de jaren negentig nam hij voor Concord Jazz verschillende albums op, waarin hij ook uitstapjes maakte richting de funk en pop, met name op zijn tweede album. Zijn derde plaat was een ode aan Miles Davis. In 2006 speelde hij de hoofdrol in de film "Real Gone Cat". Rowland woont en werkt in Phoenix. In 2012 werd Rowland opgenomen in het ziekenhuis na een beroerte.
Rowland is te horen op albums van Basie, Wendell Harrison, Ray Anthony Orchestra, Joe Sample en Frank Foster.

## Discografie
- Rhyme, Rhythm & Reason, Concord, 1995
- Get Here, Concord, 1996 ('Albumpick' Allmusic.com), 1997
- Now Dig This, Concord, 1997